# Inés Sánchez Aizcorbe
Inés Sánchez Aizcorbe  (Lima, 14 de junio de 1945 - ibídem, 17 de junio de 2012) fue una actriz peruana.

## Biografía
Nació en 1945. Hija de Rafael Sánchez Aizcorbe y Nelly Carranza Koch.
Estudió en el colegio Villa María de la ciudad de Lima. Estudió teatro y danza.
Desde los 15 años trabajo como actriz y participó en obras teatrales.
En 1966 comenzó su carrera como actriz de televisión en la telenovela Yaniré. Al año siguiente fue antagónica en la telenovela Locura de amor.
En 1969 participó en la telenovela Simplemente María.
En 1969 tuvo el rol principal en la telenovela El pecado de Sofía luego seguiría trabajando en la telenovela Áyúdame tú.
En 1970 participó en la telenovela Natacha de canal 5. Al año siguiente fue parte de la producción cinematografíca Natacha.
En 1976 regresa a las telenovelas peruanas con Una larga noche producida por el canal 5.
De 1987 a 1988 participa en las telenovelas Bajo tu piel y Paloma.
En 1990 participa en telenovela El hombre que debe morir al año siguiente fue la Antagónica en la telenovela velo negro, velo blanco. Siendo su última participación en televisión.

## Carrera

### Telenovelas
- Yaniré
- Locura de Amor
- Simplemente María
- El pecado de Sofía
- Ayúdame tú
- Natacha
- Una larga Noche
- Bajo tu piel
- Paloma
- El hombre que debe morir
- Velo negro velo blanco

### Películas
- Natacha

### Teatro
- La Celestina
- Bodas de sangre
- La dama de las camelias